# アラジン (オペラ)
『アラジン』（ニ長調、作品43）は、クルト・アッテルベリがブルーノ・ハルト・ヴァーデンとイグナツ・イヒャエル・ウェレミンスキーの脚本を基に作曲したオペラである。スウェーデン語とドイツ語による二つのバージョンがある。オペラのストーリーは『千夜一夜物語』の中の『アラジンと魔法のランプ』を基にしている。初演は1941年3月18日にストックホルムのスウェーデン王立歌劇場で行われた。

## 作曲の経緯
作曲の案は、1936年8月にクルト・アッテルベリが原作者のヴァーデンらと、ドイツのガルミッシュ＝パルテンキルヒェンで会った時に生まれた。アッテルベリが翌年7月15日にピアノ譜の作曲を開始した時には、すでに台本の大部分が完成していた。1940年8月24日、ピアノ譜が完成し、オーケストレーションに取り掛かり、翌年1月28日に完成する。しかし、序曲のみドイツ初演の際に後に書かれている。台本のスウェーデン語への翻訳は、アッテルベリが妻と共に行った。ウェレミンスキーはユダヤ人であったため、出版社は作者であることを示さなかった（ウェレミンスキーはその後アメリカに亡命し、1942年に亡くなった）。 
アッテルベリが指揮や他の作曲で多忙であり、また第二次世界大戦の勃発によって、作曲には非常に時間がかかった。

## 上演の歴史
初演は1941年にストックホルムのスウェーデン王立歌劇場で、ステンオーク・アクセルソン指揮によって行われた。スウェーデン王であったグスタフ5世を含む、スウェーデン王室人々の観覧のもとであった。アッテルベリは踊りを除いて、作曲には満足していたが、アッテルベリらの期待とは裏腹にオペラは成功とは言えず、11回しか上演されることは無かった。世界初演の公演はスウェーデン放送局によって放送され、アセテート盤に録音された。1968年の序曲の録音と合わせてこの録音は2017年までは唯一の録音であった。
初演時のメンバーはアイナル・アンデション（アラジン）、ルース・モバーグ（ライラ）、ジョエル・ベルグルンド（ムルク）、ビョルン・フォルセル、アルネ・ウィレン、レオン・ビョルカー、フォルケ・ジョンソンだった。
ドイツ初演は1941年10月18日にケムニッツ劇場で行われた。指揮者は「拍手は序曲の直後に起こり、幕間ごとに増加し、最後はスタンディングオベーションになった。この作品はずっと成功し続けるだろう。」と述べているが、やはりそれ以来上演されることは無かった。
2017年3月11日、ジョナス・アルバーの指揮で、世界で3回目の公演がブラウンシュヴァイク劇場で上演された。この公演は、ラジオを通じて放送され、批評家に興奮して受け取られまた。主なメンバーは、マイケル・ハ（アラジン）、ソレン・マインゲネ（ライラ）、フランク・ブリーズ（ナズレディン）、セルチュク・ハカン・ティラソグル（乞食/シャバビラ）、オレクサンドル・プシュニアック（ムルク）。政治的に正確にすることを目的に、台本は1941年の元の台本とは異なり 、舞台を旧ソ連下の中央アジアにしている。

## 音楽
最初の作曲以来、アッテルベリは東洋的な旋律を曲に取り入れる努力をしていたが、成功しなかった。アラジンには、それらの作曲から多くの構想を取り入れている。
オペラは後期ロマン派のダイナミックな形式がとられていて、明るい音色、大きな旋律のライン、そして東洋のテーマによって支配される。このオペラを、ニコライ・リムスキー＝コルサコフのオペラにおけるオリエンタリズムに、アメリカのポップの要素が混ざっているとみなす批評家もいる。アッテルベリの交響曲の演奏機会が多いことに比べて、アラジンを含むほとんどのオペラは演奏されることがなく、忘れられている。

## 編成
- 木管楽器：2フルート（ピッコロ含む）、2オーボエ（コーラングレ含む）、2クラリネット（Ebクラリネットとバスクラリネット含む）、2ファゴット
- 金管楽器：4フレンチホルン、3トランペット、3トロンボーン、チューバ
- ティンパニ、3マルチパーカッション：オリエンタルティンパニ、2トライアングル、タンバリン、スネアドラム、バスドラム、シンバル、タムタム
- ハープ
- ピアノ、チェレスタ
- ブラスバンド：2オーボエ、2クラリネット、3トランペット
- 弦楽器：6バイオリン（1st）、4バイオリン（2nd）、3ヴィオラ、3チェロ、2コントラバス